# Nemanja Aleksandrov
Nemanja Aleksandrov, en serbio: Немања Александров (nacido el 10 de abril de 1987 en Belgrado, Serbia) es un jugador de baloncesto serbio. Con 2.09 metros de estatura, juega en la posición de ala-pívot.

## Biografía
Con 16 años era un joven prodigio al que comparaban con Toni Kukoc y era un candidato a un puesto alto en el Draft de la NBA, pero una úlcera en la rodilla cortó su progresión. Después de luchar para recuperarse de su problemas físicos, ha conseguido acomodo en diversas ligas europeas.